# In English
In English är en cd med Linköpings Studentsångare inspelad i april 2013. Dirigent är Hans Lundgren och som solister medverkar bland andra Olle Persson och Beata Söderberg Quin.

## Innehåll
1. Down among the dead men (arr.: Ralph Vaughan Williams)
2. High Barbary (Sea shanty, arr.: Arthur Hall)
3. Drinking song (Ralph Vaughan Williams)
4. Oh, your humblest of servants (Nå ödmjukaste tjänare) (Carl Michael Bellman, arr. Johan Alfred Ahlström)
5. Never an Iris (Aldrig en Iris) (Carl Michael Bellman, arr. Johan Alfred Ahlström)
6. Old man Noah (Gubben Noak) (Carl Michael Bellman, arr. Hans Lundgren)
7. Come now ourselves reposing (Vila vid denna källa) (Carl Michael Bellman, arr. Johan Peter Ahlström och Hans Lundgren)
8. Step forth thou god of night (Träd fram du nattens gud) (Carl Michael Bellman, arr. Robert Sund)
9. Cradle song for my son Carl (Vaggvisa för min son Carl) (Carl Michael Bellman, arr. Hans Lundgren)
10. Five ways to kill a man (text Edwin Brock, musik Bob Chilcott)
11. Newton's Amazing grace (text John Agard, musik Bob Chilcott)
12. Heriwn, wynebwn y wawr  (text Eleri Cwyfan, musik Gareth Glyn)
13. Funeral blues (text W.H. Auden, musik Hans Lundgren)[2]
14. The turtle dove (arr.: Ralph Vaughan Williams)

## Medverkande
- Hans Lundgren — dirigent
- Olle Persson  — baryton
- Beata Söderberg Quin  — cello
- Gösta Nylund — piano
- Andrus Vaht — slagverk